# Воллер (Вашингтон)
Воллер (англ. Waller) — переписна місцевість (CDP) в США, в окрузі Пірс штату Вашингтон. Населення — 8189 осіб (2020).

## Географія
Воллер розташований за координатами 47°12′15″ пн. ш. 122°22′4″ зх. д. / 47.20417° пн. ш. 122.36778° зх. д. (47.204290, -122.367806).  За даними Бюро перепису населення США в 2010 році переписна місцевість мала площу 20,63 км², з яких 20,51 км² — суходіл та 0,12 км² — водойми.

## Демографія
Згідно з переписом 2010 року, у переписній місцевості мешкали 7922 особи в 3104 домогосподарствах у складі 2182 родин. Густота населення становила 384 особи/км².  Було 3258 помешкань (158/км²).
Расовий склад населення:
| - 85,6 % — білих - 3,6 % — азіатів - 2,5 % — корінних американців - 2,2 % — чорних або афроамериканців - 0,1 % — вихідців з тихоокеанських островів - 1,5 % — осіб інших рас |

До двох чи більше рас належало 4,5 %. Частка іспаномовних становила 4,9 % від усіх жителів.
За віковим діапазоном населення розподілялося таким чином: 20,5 % — особи молодші 18 років, 64,0 % — особи у віці 18—64 років, 15,5 % — особи у віці 65 років та старші. Медіана віку мешканця становила 44,2 року. На 100 осіб жіночої статі у переписній місцевості припадало 100,3 чоловіків;  на 100 жінок у віці від 18 років та старших — 96,5 чоловіків також старших 18 років.
Середній дохід на одне домашнє господарство  становив 83 546 доларів США (медіана — 64 985), а середній дохід на одну сім'ю — 97 328 доларів (медіана — 77 500). Медіана доходів становила 56 786 доларів для чоловіків та 46 623 долари для жінок. За межею бідності перебувало 7,6 % осіб, у тому числі 15,8 % дітей у віці до 18 років та 6,1 % осіб у віці 65 років та старших.
Цивільне працевлаштоване населення становило 3913 особи. Основні галузі зайнятості: освіта, охорона здоров'я та соціальна допомога — 20,9 %, роздрібна торгівля — 14,4 %, будівництво — 9,4 %, виробництво — 9,2 %.